# エドワード・ジョンソン (将軍)
エドワード・ジョンソン（英: Edward Johnson、1816年4月16日-1873年2月2日）はアレゲニー・ジョンソンとも呼ばれ、アメリカ陸軍の士官であり、南北戦争のときは南軍の将軍だった。

## 初期の経歴
ジョンソンはバージニア州チェスターフィールド郡ミッドロシアン近く、ソールズベリー荘園で生まれたが、その家族は間もなくケンタッキー州に転居した。陸軍士官学校に入学し、5年間勉強した後の1830年に卒業した。第6アメリカ歩兵連隊の名誉少尉に任官され、1年以内に中尉に昇進した。フロリダ州でセミノール戦争に従軍し、その後西部で勤務した。米墨戦争では、ベラクルス包囲戦、セルロ・ゴードの戦い、チュルブスコの戦い、モリノ・デル・レイの戦いおよびチャプルテペクの戦いに参加し、頭角を現した。この戦争中に大尉と少佐に2度名誉昇進を果たし、その勇敢さでバージニア州からの儀式用の剣を贈られた。ジョンソンは西部辺境での任務に戻り、ダコタ準州、カリフォルニア州、カンザス州で仕え、ユタ遠征にも参加した。

## 南北戦争
南北戦争が勃発した後、ジョンソンはアメリカ陸軍から除隊し、1861年7月2日に第12ジョージア歩兵連隊の大佐に任官された。第12ジョージア歩兵連隊はロバート・E・リー将軍の最初の西バージニアでの方面作戦に参加し、リッチ山の戦い、チート山の戦いおよびグリーンビア川の戦いに参戦した。12月13日には准将に昇進し、アレゲニー山の戦いで6個歩兵連隊を指揮しているときにその渾名を貰った（この旅団サイズの部隊は「北西軍」という仰々しい名前も付けられた）。
1861年から1862年に掛けての冬、ジョンソンの部隊はバレー方面作戦の初期段階でストーンウォール・ジャクソン少将の部隊と協業した。マクドウェルの戦いでは踝に受けた銃弾で重傷を負い、治るまで長い期間を要した。回復のためにリッチモンドに戻り、1年間近くそこに留まり、社交界で積極的に動いた。ジョンソンはがっしりした体格で、ゴツゴツした外観であり、粗野な性格だったが、47歳で独身であり、女たらしの評判を取った。メキシコで受けた傷のために、眼を患っていたがそれで意図せずにウインクしたようになり、多くの女性に口説いているように思わせた。ジョンソンはかなりの注意を惹いたのでメアリー・チェスナットの有名な日記にも言及されることになった。
1863年、チャンセラーズヴィルの戦い後にストーンウォール・ジャクソンの戦死を補うために北バージニア軍が再編され、ジョンソンは少将に昇進してリチャード・イーウェル中将の第2軍団で「ストーンウォール師団」の指揮を任された。リー将軍はそれ以前の師団指揮官に満足できないようになり、療養中のジョンソンを呼び戻して指揮を執らせた。
1863年5月までにジョンソンは十分快復しており、ゲティスバーグ方面作戦ではその師団を指揮した。徒歩で動く時はまだ重いヒッコリーの杖を必要としており（また戦闘を回避していると思った兵士にそれを使うことでも知られた）、兵士達は「オールド・クラビー」という渾名も付けた。北のペンシルベニア州に向かう途上の第二次ウィンチェスターの戦いで北軍のロバート・H・ミルロイ将軍を破った。ジョンソンの部隊は1863年7月1日、ゲティスバーグの戦い初日の夜に戦場に到着した。イーウェルがまだ使っていないジョンソンの師団を使ってその夜直ぐに北軍のセメタリーヒル陣地を攻撃させなかったことは現在でも議論のタネになっており、そうすれば決定的な勝利を得た可能性があった。ジョンソンはその夜カルプスヒルへの攻撃を辞退したと議論されているが、それは自由裁量のある命令だった。ジョンソン師団はその代わりに2日目と3日目にカルプスヒルを攻撃した主要部隊となり、この難攻不落の陣地に何度も猛攻をかけて永続するような成功には繋がらず、重い損失を受けた。1863年秋、ジョンソンはマイン・ラン方面作戦では傑出した役割を演じた。
1864年のオーバーランド方面作戦では、ジョンソンは荒野の戦いでよく戦い、ジェイムズ・ロングストリート中将が重傷を負ったときに、リー将軍がその後任軍団長にジョンソンを検討した。5月12日のスポットシルバニア・コートハウスの戦いでは、南軍の「ミュール・シュー」防衛線の「ブラッディアングル」で、ジョンソンはその師団と共に捕獲された。サウスカロライナ州チャールストン海岸沖のモリス島で数ヶ月間収監され、8月3日に捕虜交換で釈放された。その後、西部のジョン・ベル・フッド中将のテネシー軍に加わるよう派遣され、スティーブン・D・リー中将の軍団で1個師団を指揮した。フランクリン・ナッシュビル方面作戦のとき、12月16日のナッシュビルの戦いで、ジョンソンは再度捕獲された。ジョンソンはエリー湖のジョンソン島にある戦争キャンプで数ヶ月間北軍の捕虜となって過ごした。戦争が終わった時、ジョンソンはワシントンD.C.の古議事堂刑務所に移され、そこでエイブラハム・リンカーン大統領の暗殺に加担したとして告発された。この告発には根拠が無く、1865年7月22日に仮釈放された。

## 戦後
戦後、ジョンソンはバージニア州で農業を営んだ。リッチモンドにロバート・E・リーの記念碑を建設するための初期行動など南軍古参兵の行動に積極的に活動した。ジョンソンはリッチモンドで死に、遺骸はハリウッド墓地に埋葬されるまで州議事堂に安置された。